# راک‌استار (نوشیدنی)
راک‌استار (انگلیسی: Rockstar) (یه صورت نوشتاری ROCKST★R یا ЯR) یک نشان تجاری نوشابه انرژی‌زا آمریکایی است که در سال ۲۰۰۱ توسط پپسی‌کو تولید شده است.